# 청자 음각 연화절지문 매병 및 죽찰
청자 음각 연화절지문 매병 및 죽찰(靑磁 陰刻蓮花折枝文 梅甁 및 竹札)은 대한민국 충청남도 태안군, 국립태안해양유물전시관에 있는 고려시대의 청자이다. 2012년 12월 27일 대한민국의 보물 제1784호로 지정되었다.
“청자 음각연화절지문 매병과 죽찰”은 충청남도 태안군 근흥면 마도에서 마도 2호선이라 명명된 고려시대 선박에서 출토되었으며, 그 제작 시기가 12세기 후반에서 13세기 초반 경으로 추정된다.
“청자 음각연화절지문 매병”은 11-12세기 제작된 것으로 보이는 국립중앙박물관 소장 “청자 음각연화문 매병과 연화”의 가지와 꽃잎, 꽃봉우리 등의 표현방식이 매우 유사하며, 그 유색 또한 회청색의 맑고 투명한 유약이 시유되어 전통적인 장식 형태를 계승한 것으로 보인다. 따라서 맑은 유색과 잘빠진 형태, 수려한 조각 솜씨 등은 예술성을 뚜렷하게 보여줌과 동시에 매병의 기형과 음각 장식의 전통이 오랫동안 지속되었음을 보여주는 시대성과 학술적 가치를 갖추고 있다.
문양 안쪽의 세부 잎맥은 가늘고 얕은 음각기법으로 표현하여 사실감을 더했다. 연줄기 밑둥은 유면 위에서 뾰족한 도구를 사용해 점을 찍는 방식으로 사실감을 주었는데, 이러한 연꽃줄기의 표현방식은 이전의 고려시대 매병에서는 잘 보기 어려운 것으로 중국 정요 매병에서 일부 보이는 기법이다. 따라서 이 음각 매병의 제작시기는 상대적으로 기존의 12세기로 추정된 국립중앙박물관 소장 음각연화문매병보다는 늦은 시기에 제작되었을 것으로 여겨진다. 이는 매병의 형태는 오랜 기간 정형화되어 지속되지만 문양 장식은 그 변화 양상이 보다 빨리 보이는 것으로 해석할 수 있다.
“죽찰”에는 '준(樽)'이라는 기명의 명칭과 내용물이 기재되어 있어 고려시대 매병의 표기와 꿀을 담았던 매병의 당시 용도를 알 수 있게 하는 시대성과 희소성을 지니고 있다. 앞면과 뒷면 모두 글자가 있고, 앞면 8자 뒷면 7자 총 15자다. 앞면에는 “중방도장교오문부”(重房都將校吳文富)가 적혀 있는데, 수취인을 적은 것이다. 뒷면에는 “택상정밀성준봉”(宅上精蜜盛樽封)이라고 적혀 있어서 준(樽)에 꿀을 담아 올린다는 내용임을 알 수 있다.

## 같이 보기
- 청자

## 참고 자료
- 청자 음각 연화절지문 매병 및 죽찰 - 국가유산청 국가유산포털